# Theretra lycetus
Theretra lycetus là một loài bướm đêm thuộc họ Sphingidae. Nó được tìm thấy ở Đông Nam Á, bao gồm Malaysia, Thái Lan, Ấn Độ và Indonesia.
Phía trên bụng có cái vạch đúp dọc nhạt. Phía trên cánh trước giống với loài Theretra japonica.

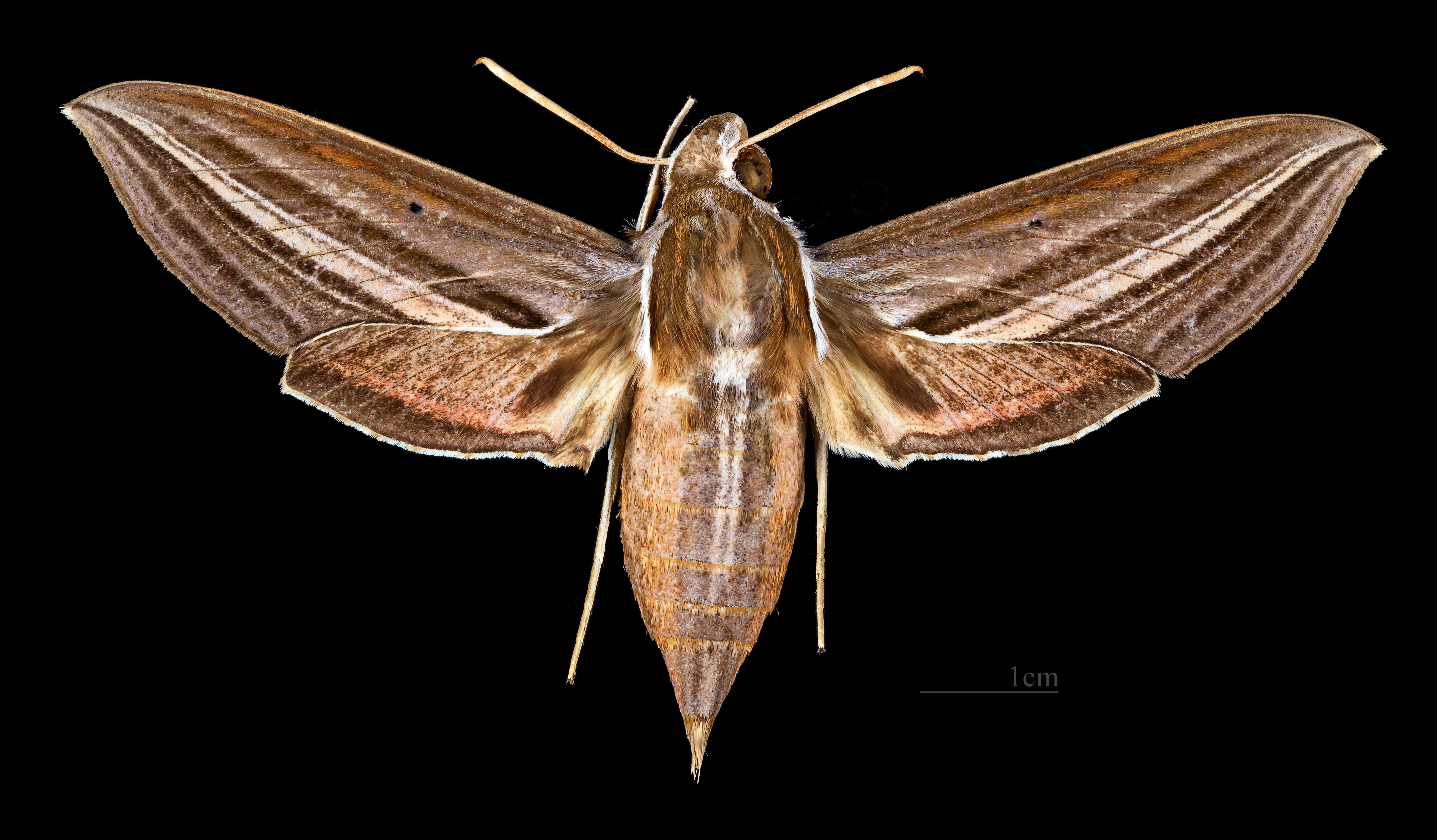
Theretra lycetus  ♀
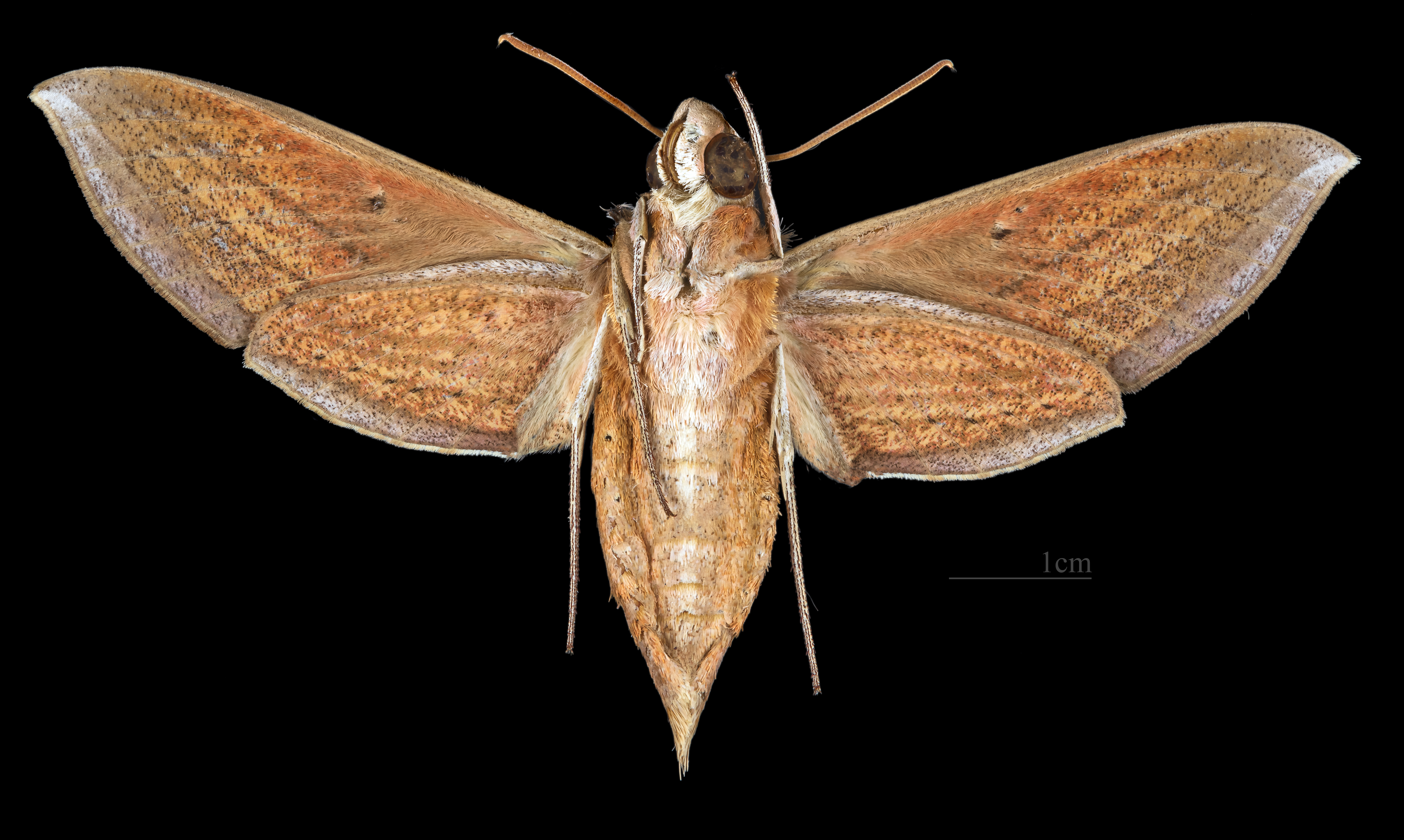
Theretra lycetus ♀ △